# Микаел Роскам
Микаел Р. Роскам (хол. Michaël R. Roskam; рођен у Синт Тројдену, Фландрија, 1972) је белгијски режисер.

## Каријера
Роскам је похађао Академију лепих уметности Сент Лукас у Бриселу, на којој је студирао сликарство и савремену уметност, и филмски институт Бингер у Амстердаму, где је дипломирао 2005, са мастер дипломом из писања сценарија.
После неколико новинарских послова за фламанске новине „Де Морген” и писања рекламних текстова, написао је сценарио за кратки филм под називом „Хаун” 2002. Након тога је уследио „Карло” 2004, још један кратки филм који је добио награду публике на интернационалном фестивалу кратког филма „Леувен”. Режирао је филмове „The One Thing To Do” 2005. и „Today is Friday”, на основу књиге Ернеста Хемингвеја који је сниман у Лос Анђелесу.
Роскамов први играни филм „Bullhead” је изашао 2011. Филм је био номинован за Оскара за најбољи страни филм, 24. јануара 2012. „Variety” га је прогласио за једног од десет редитеља које вреди гледати. Добио је награду „Магрит” за најбољи сценарио и награду „Андре Кавенс” за најбољи филм према белгијској асоцијацији филмских критичара (UCC). У јуну 2012, Роскам је позван да се придружи академији филмских уметности и наука, заједно са још 175 појединаца.
Његов филм „The Drop” у коме улоге тумаче Тома Харди, Номи Рапас, Матјас Схунартс и Џејмс Гандолфини је премијерно приказан на интернационалном филмском фестивалу у Торонту, 5. септембра 2014. „The Drop” је Гандолфинијева последња филмска улога пре његове смрти јуна 2013. и добила је позитивне оцене критичара. Роскам се вратио белгијској кинематографији пет година након „Bullhead” са филмовима „The Racer” и „The Jailbird” у коме глуми Матјас Схунартс и који је изашао 2017. године.

## Филмографија

### Кратки филмови
- Haun (2002)
- Carlo (2004)
- The One Thing to Do (2005)
- Today is Friday (2007)

### Играни филмови
- Bullhead (2011)
- The Drop (2014)
- The Recer and the Jailbird (2017)
- The Tiger (upcoming)

### Серије
- Berlin Station (2016)(episodes 1,2)